# 香格里拉酒业
香格里拉酒业，全称香格里拉酒業股份有限公司（英語：Shangri-La Wine Company Limited），現時為金六福投資有限公司旗下公司，成立於1848年在雲南香格里拉。現時主要經營、生產及銷售葡萄酒、青稞酒。
2008年1月4日前，把本公司優質資產注入上市公司的，前身新華聯國際控股有限公司，主要品牌為「香格里拉」。屬於華澤集團有限公司旗下公司。

## 連結
- Shangeri-La.com （页面存档备份，存于）